# Нільс Олаф
Бригадир сер Нільс Олаф III (Brigadier Sir Nils Olav III) — королівський пінгвін, який мешкає в Единбурзькому зоопарку (Шотландія). Він є талісманом і головним полковником гвардії короля Норвегії. Ім'я Нільс Олаф та пов'язані з ним звання передаються королівським пінгвінам з 1972 року — нинішній власник, Нільс Олаф III, є третім в історії.

## Роль у війську
Родина норвезького корабельного магната Крістіана Сальвесена подарувала королівського пінгвіна Единбурзькому зоопарку на честь його відкриття у 1913 році.
Коли гвардія норвезького короля взяла участь в Единбурзькому параді військових оркестрів 1961 року, лейтенант на ім'я Нільс Егелієн зацікавився колонією пінгвінів зоопарку. Коли Королівська гвардія повернулася в Единбург у 1972 році, Егельєн домовився про те, щоб полк прийняв у свої ряди пінгвіна. Пінгвіна назвали Нільс Олаф на честь Нільса Егелієна та короля Норвегії Олафа V.

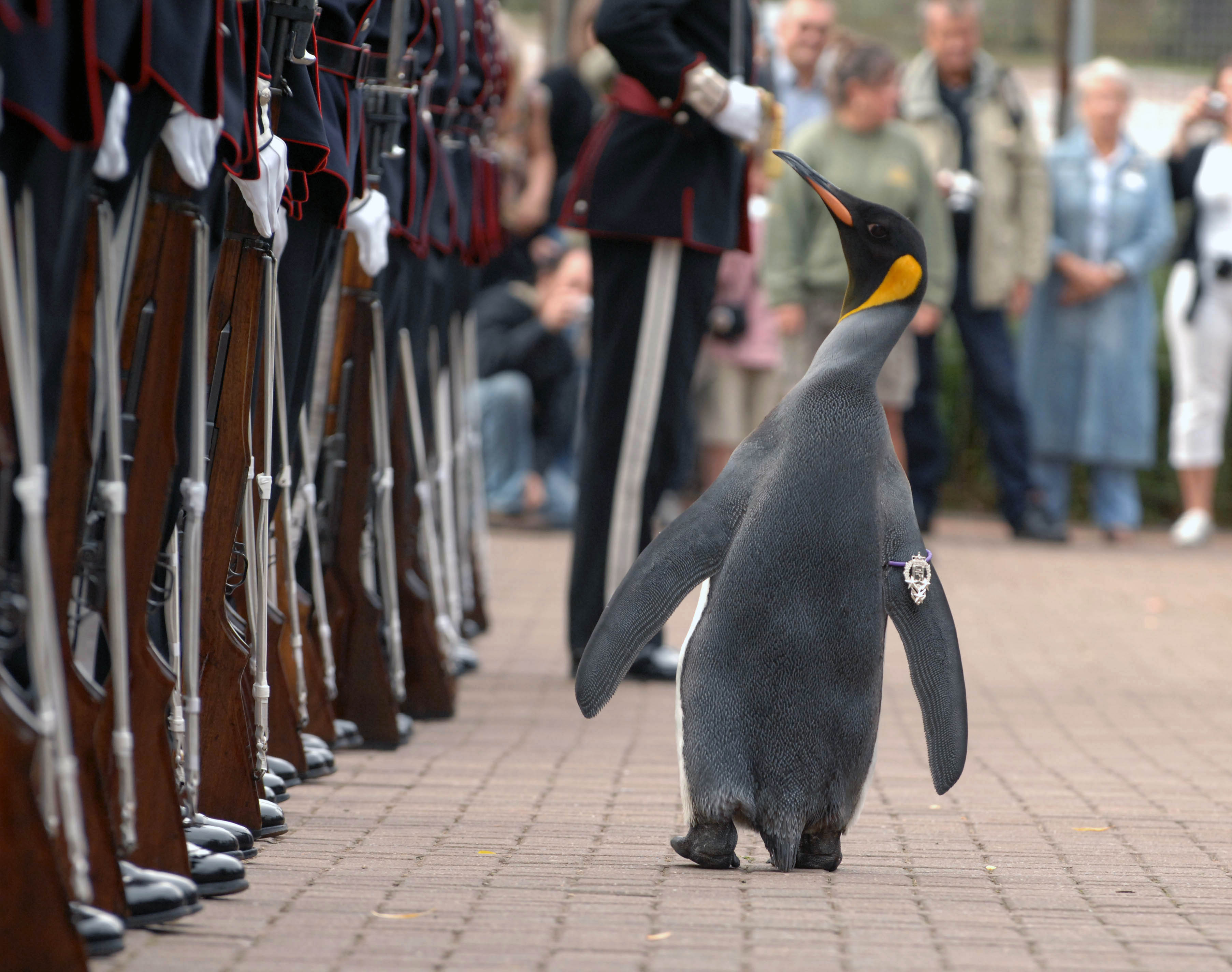
Сер Нільс оглядає війська королівської гвардії, головним полковником яких він є, після своєї церемонії посвячення в лицарі в 2008 році. Військові знаки прикріплені до його правого ласта.

Спочатку Нільсу Олафу в полку було присвоєно звання visekorporal (молодший капрал). Його підвищували кожного разу, коли Королівська гвардія поверталася до зоопарку. У 1982 році він отримав звання капрала, а в 1987 році — звання сержанта. Нільс Олаф I помер незабаром після підвищення до сержанта в 1987 році, і його місце зайняв дворічний Нільс Олаф II. У 1993 році він отримав звання полкового сержант-майора, а в 2001 році отримав звання «почесного полкового сержант-майора». 18 серпня 2005 року його призначили почесним командиром цього ж полку. Наступною відзнакою стало посвячення в лицарі, що сталося під час візиту солдатів з гвардії норвезького короля 15 серпня 2008 р. Лицарство було затверджено королем Гаральдом V, а Нільс став першим пінгвіном, який отримав таку честь у норвезькій армії. Під час церемонії натовп із кількох сотень людей спостерігав за 130 гвардійцями на параді в зоопарку; було зачитано звернення короля, в якому було сказано, що пінгвін Нільс «всіляко відповідає вимогам честі та гідності лицарства».

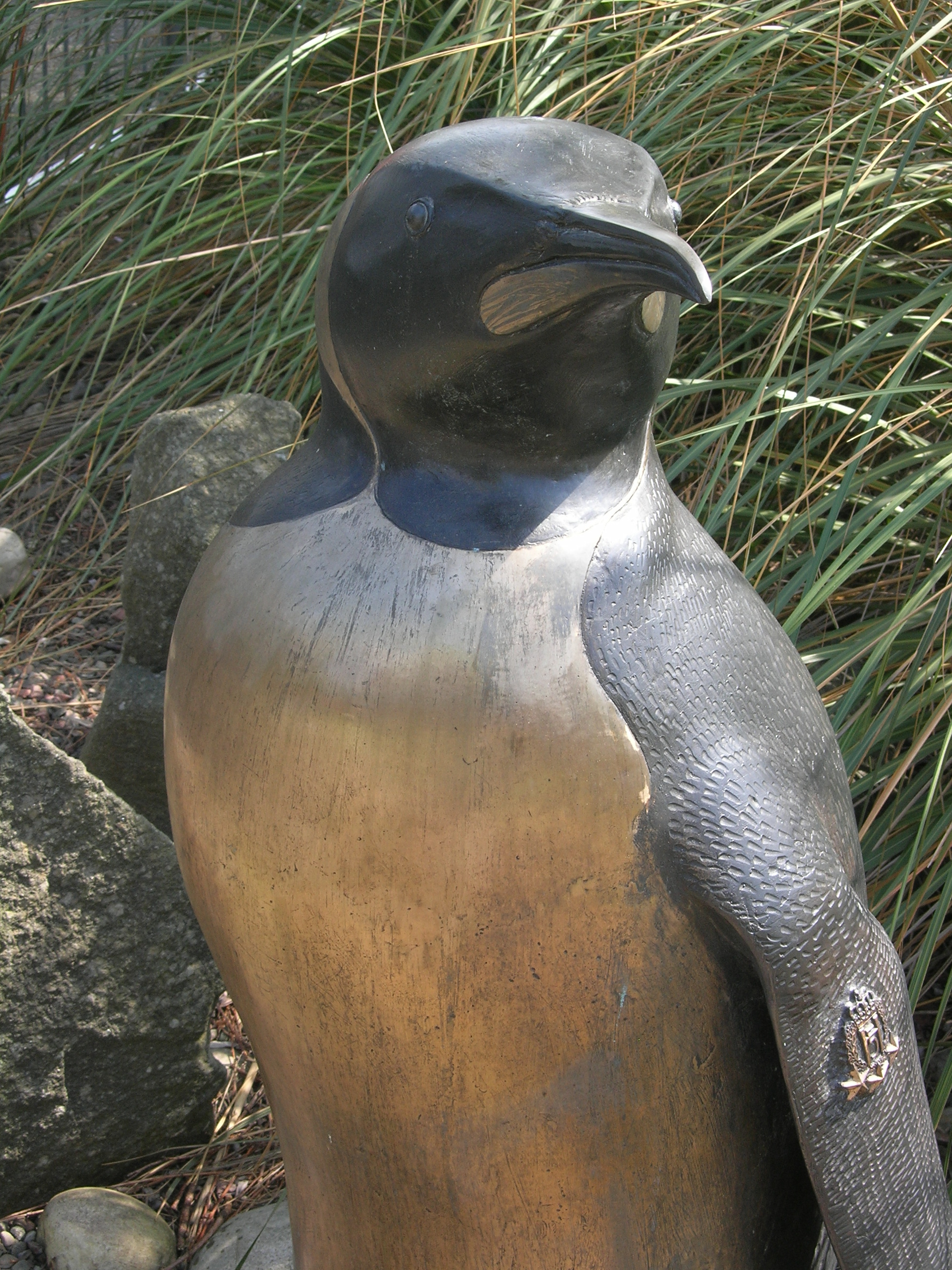
Бронзова статуя Нільса Олафа

Під час візиту 2005 року Единбурзькому зоопарку подарували 1,2-метрову бронзову статую Нільса Олафа. Напис на статуї згадує як королівську гвардію, так і парад військових оркестрів. Статую встановлено також і на базі Королівської гвардії Гусебі в Осло.
Третій пінгвін, Нільс Олаф III, заступив на службу десь між 2008 і 2016 роками. 22 серпня 2016 року його підвищено до бригадира на церемонії, в якій взяли участь понад 50 членів Королівської гвардії. Зараз Нільс Олаф має вище звання, ніж Нільс Егелієн.